# Ria Formosa
La Ria Formosa est un ensemble de lagunes côtières et d'îles formant des cordons littoraux, en Algarve au sud du Portugal. D'une longueur est-ouest de 60 kilomètres, le site couvre 18 400 ha entre le rio Ancão près de Faro et la plage de Manta Rota, près de Cacela. L'occupation des sols, autant naturelle qu'artificielle, y compose une physionomie très diversifiée. La majeure partie du site est une zone protégée en tant que réserve naturelle depuis 1978, devenue parc naturel le 9 décembre 1987. Cette protection vise autant les nombreuses espèces aviennes présentes pour leur hivernage, leur reproduction ou leur migration, que plusieurs plantes endémiques et des zones de reproduction importantes pour certaines espèces de poissons.

## Un système complexe
Malgré son nom de ria qui définit une vallée fluviale inondée par la mer, le site est en réalité une série de lagunes abritées par des îles formant une barrière. Au sud, il est protégé de l'Océan Atlantique par un cordon dunaire presque parallèle au rivage. Ce cordon est formé par deux péninsules (celle de Faro à l'ouest qui comprend la plage de Ancão et la plage de Faro, et celle de Cacela à l'est qui comprend la plage de Manta Rota) et cinq îles cordons dunaires (d'ouest en est : île de Barreta, île de Culatra, île d'Armona, île de Tavira et île de Cabanas). Le tout subit des changements constants sous l'effet des vents, des courants et des marées, et sert de protection pour une vaste zone de marais saumâtres et salés, vasières, bancs de sable, dunes, petits salars, canaux naturels et artificiels, et îlots. Sa plus grande largeur est de presque six kilomètres près de Faro, s'amenuisant à quelques centaines de mètres vers ses extrêmes est et ouest. Cette zone est répartie sur les municipalités de Loulé, Faro, Olhão, Tavira et Vila Real de Santo António.
Ce système lagunaire a une forme triangulaire dont l'angle le plus ouvert pointe vers le sud. Son fond est essentiellement constitué de sédiments lagunaires (matière organique et vase salée), de sédiments continentaux (transportés par les rivières et lessivés par les pluies) et de sédiments sableux (provenant des courants de marées ou apportés par le vent). Ces sédiments se sont consolidés grâce à la morraça, un type de végétation prédominant et caractéristique de cette région.
Le site a six ouvertures sur la mer, dont cinq sont naturelles et une est artificielle. Les cinq premiers canaux sont formés par les courants de marée, formant ainsi un réseau hydrographique dense et sujets à des déplacements naturels. Le sixième canal est un accès artificiel au port de Faro, commencé en 1927 et achevé en 1952.
Au nord, la fin de la lagune n'est pas délimitée avec précision car elle est parsemée de salines, de petites plages de sable, de parcelles de terre ferme et de rus d'eau douce qui s'y jettent (Ribeira de São Lourenço, Rio Seco, Ribeira de Marim, Ribeira de Mosqueiros et Rio Gilão).
Ce système naturellement complexe est encore diversifié par les usages différents et parfois antagonistes. Une partie de la zone est un parc naturel sur plus de 170 km2, important entre autres pour les migrations d'oiseaux au printemps et en automne. Des activités économiques sont également présentes et importantes pour la région ; en plus du tourisme de masse on y trouve des fermes marines (élevages de palourdes, de mollusques et de poissons), des marais salants exploités, des terres cultivées, des zones urbaines, des sites industriels et le port de Faro. L'exploitation de coquillages sur les a-plats découverts à marée basse représente 80 % des exportations de palourdes au Portugal.
Les villes proches les plus importantes sont Faro, Olhão et Tavira. Sont également présentes d'autres villes : Fuzeta (dans la municipalité de Olhão), Santa Luzia et Cabanas de Tavira (dans la municipalité de Tavira) et Cacela Velha (dans la municipalité de Vila Real de Santo António).

## Flore
On y trouve plusieurs plantes endémiques.
De façon générale, il y a les plantes de marais salés et celles des dunes de sable.
Dans le premier habitat on trouve l'orobanche Phelypaea, endémique du sud du Portugal et de l'Espagne, et de quelques autres endroits à l'est de la Méditerranée. Elle parasite les plantes ligneuses de la famille des Chenopodiacées, en l'occurrence les nombreux salicornes de Ria Formosa. La Limonium algarvense est endémique de la région. On y trouve aussi le panicaut maritime (Eryngium maritimum), et autres plantes. 

Les herbiers de zostères occupent des surfaces importantes et jouent un rôle important dans le dépôt des sédiments, la stabilisation des substrats et comme support pour les algues épiphytes et les micro-invertébrés. Ils forment aussi un milieu favorable à la reproduction de nombreuses espèces de poissons et de coquillages économiquement importantes.
En terrain plus sec on trouve convolvulacées, lis maritime (Pancratium maritimum), trompette de méduse (Narcissus bulbocodium), mouron de Monel (Anagallis monelli), une scille (Scilla monophyllos, endémique), une armérie (Armeria pungens). 

Un genre d'orchidée, Ophrys bombyliflora, forme de larges colonies près du bâtiment du parc ; une autre orchidée présente est l'Ophrys miroir (Ophrys speculum).
On y voit également un bois de pins, dans lequel on trouve la Fritillaria lusitanica (fleurit en mars) et de nombreux champignons au printemps et en automne, dont des Peziza.

## Faune
Ria Formosa est situé dans un corridor de migration, et est l'un des derniers endroits d'Europe (en direction du sud) pour une pause, l'hivernage ou la nidification des oiseaux venant d'Europe du Nord ou Europe centrale. Avec en sus ses habitats si diversifiés, c'est une zone humide d'importance internationale pour de nombreuses espèces animales. Reconnue comme Zone importante pour la conservation des oiseaux. Ria Formosa est visité chaque année par environ trente mille oiseaux d'espèces diverses, dont 20 000 pendant la période d'hivernage.
Le site est fréquenté par plusieurs espèces de canards comme le canard siffleur (Anas penelope), la sarcelle d'hiver (Anas crecca), le canard souchet (Anas clypeata), le fuligule milouin (Aythya ferina)..., de limicoles comme le bécasseau variable (Calidris alpina), le courlis cendré (Numenius arquata), la barge rousse (Limosa lapponica), plusieurs espèces de hérons et d'ibis, mais aussi par le flamants, la Sterne naine (Sternula albifrons), le pluvier argenté (Pluvialis squatarola), le martin-pêcheur, le crécerelle...
La talève sultane ou poule sultane (Porphyrio porphyrio) a été choisie comme emblème du parc, dont le Ludo Quinta do Lago est son seul site de reproduction confirmé. Extrêmement rare, on estime sa population à seulement une vingtaine d'individus.
C'est également une zone importante pour la reproduction de poissons de mer, dans les eaux de laquelle les jeunes de plusieurs espèces passent leurs premiers mois : dorade royale (Sparus aurata), bar européen (Dicentrarchus labrax), brème (Blicca bjoerkna ?), crevettes Soit plus de la moitié des poissons de l’atlantique.
Elle abrite aussi une des plus importantes populations d'hippocampes du monde. Cette population est actuellement décimée car l’hippocampe est utilisé en médecine traditionnelle chinoise.
Le caméléon commun (Chamaeleo chamaeleon), le seul caméléon européen, vit dans les buissons et on le voit rarement ; mais en septembre les femelles descendent au sol pour y pondre leurs œufs.
Le parc a créé un élevage de chiens d'eau portugais, espèce originaire de la région et pratiquement disparue il y a quelques dizaines d'années.

## Protection
Le parc naturel est menacé par la concentration excessive de population alentour en raison du développement touristique. En raison de son importance pour les espèces avicoles, il est depuis le 24 novembre 1980 le 212e site inscrit dans la convention de Ramsar - convention qui engage les gouvernements à maintenir les caractéristiques écologiques de ces zones et de promouvoir leur utilisation rationnelle.
Cette zone protégée est aussi classée comme zone de protection spéciale dans le cadre de la directive 79/409/UE.
Le parc naturel est jumelé avec le domaine de Certes - le Teich en France, sous l'auspice du Programme de Jumelage des Zones Côtières Protégées d'Europe.
L'organisme qui gère le parc est aussi responsable de la préservation de l'héritage culturel.

## Tourisme
La côte de l'Algarve de l'est a un climat remarquablement doux et beaucoup de soleil. Les hivers sont habituellement doux et les étés moins chauds que certaines régions voisines. En conséquence le tourisme y est bien installé et les plages du Ria Formosa sont renommées :  Vale do Lobo, île de Faro, Culatra, Barril, île de Tavira, Cabanas de Tavira, Cacela Velha et Manta Rota. Barril attire de nombreux naturistes et homosexuels. Ces derniers se retrouvent aussi nombreux à Cacela Velha. La plage de l'île de Tavira a un terrain de camping. Les petits villages et les villes des alentours, comme Cabanas de Tavira, ont de nombreux bars, cafés et restaurants le long de la côte et à l'intérieur des agglomérations.

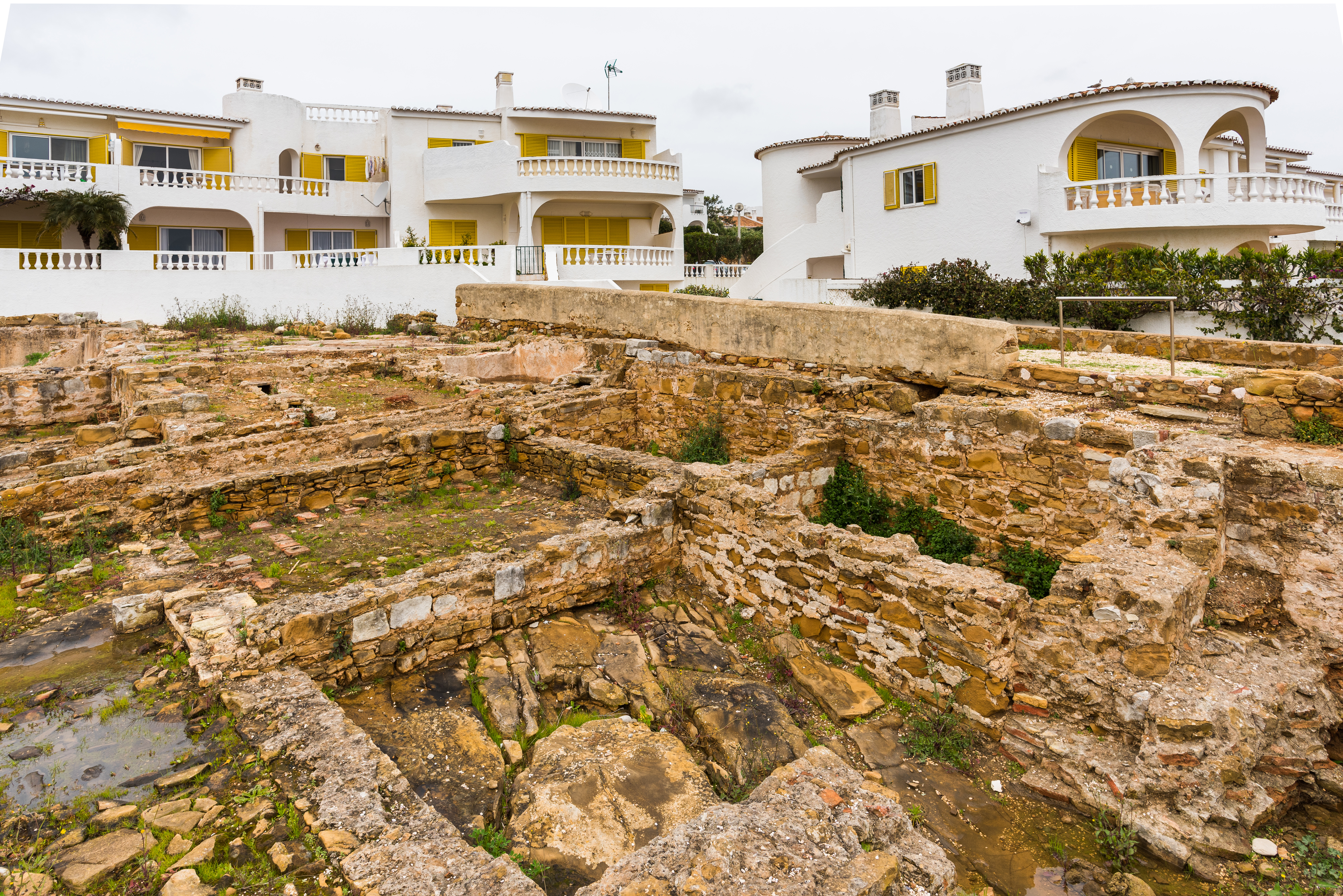
Bains romains à Praia da Luz

Pour le tourisme environnemental, Ria Formosa est un sanctuaire naturel et un endroit privilégié pour l'observation des oiseaux. On y trouve aussi des ruines romaines (dont des bains romains à Praia da Luz), phéniciennes, arabes (une principauté arabe a donné naissance à Faro, et par ailleurs on voit encore des terrasses maures dans les rues d'Olhao) et chrétiennes (37 églises à Tavira).
Il y a un Centre d'Éducation Environnementale à Quinta de Marim (EECM). La route à suivre pour atteindre le Centre est peu signalée. Venant de la A22 il faut quitter cette route à l'embranchement pour Olhao, et continuer en direction de Olhao pendant environ 8 km. Au rond-point de la jonction avec la N125, prendre à droite pour environ 400 m vers Olhao centre, puis prendre à gauche la Avenida Parque Natural da Ria Formosa (une station-service se trouve au carrefour, et un panneau indique "Ria Formosa"). Passer un terrain de camping et la voie de chemin de fer. L'entrée du parc est environ 1 km plus loin, sur la gauche. Dans le Centre on trouve des expositions, des aquariums, un auditorium, une bibliothèque et autres activités éducationnelles - ainsi que des distributeurs de boissons et des toilettes,. 

L'EECM est aussi responsable de la préservation de l'héritage culturel. Il a en conséquence fait restaurer divers éléments du parc : 

Un moulin à marée, construit en 1885, qui a cessé son activité en 1970 - le dernier à s'arrêter parmi les trente et plus moulins à marée de la région. De nos jours c'est l'un des trois moulins à marée fonctionnant dans le pays. 

Un bateau de pêche au thon traditionnel (activité historique notamment à Fuzeta), maintenant ancré au EECM, et est disponible pour des promenades dans la lagune (demander au bureau du Centre). 

Des bassins de salage romains.
À Quinta da Marim se trouve un sentier de découverte de la nature de 3 km de long (2 à 3 heures de marche), qui permet d'observer divers habitats du parc.

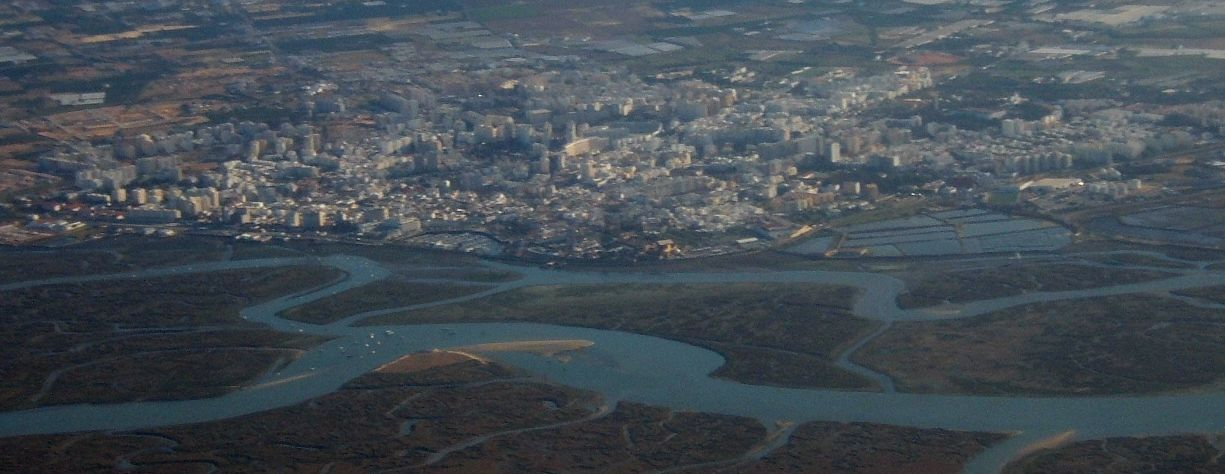
Vue aérienne, Faro et une partie de Ria Formosa
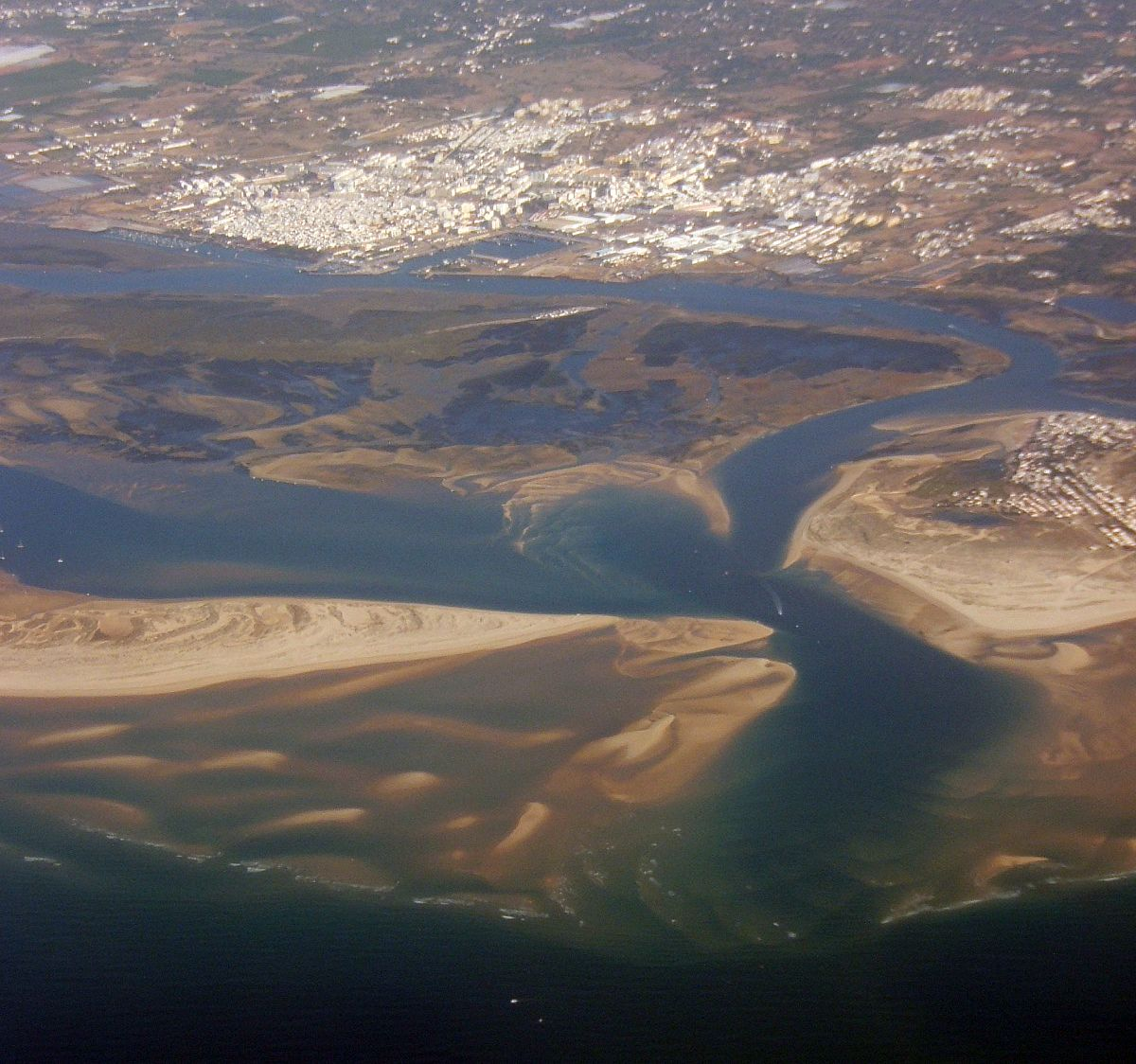
Île de Armona (à droite, habitée) et Île de Culatra (à gauche)
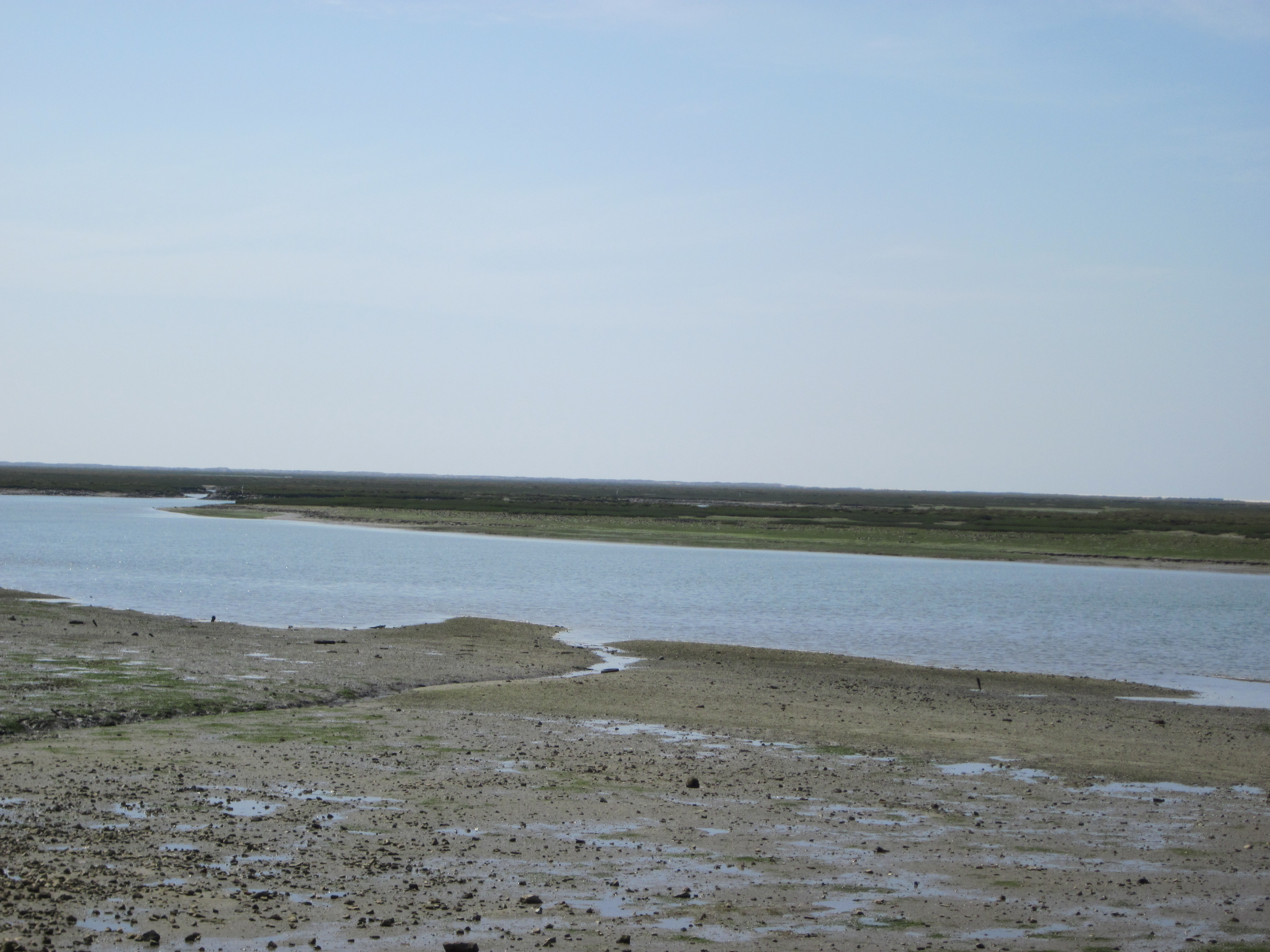
Le rivage vu de Faro
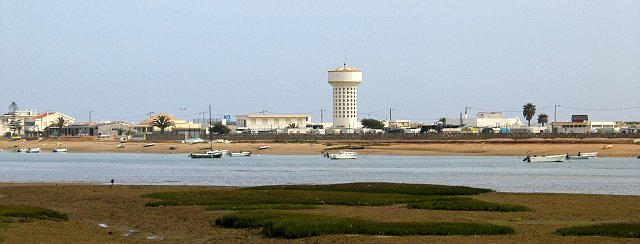
Faro, vu de l'île de Faro
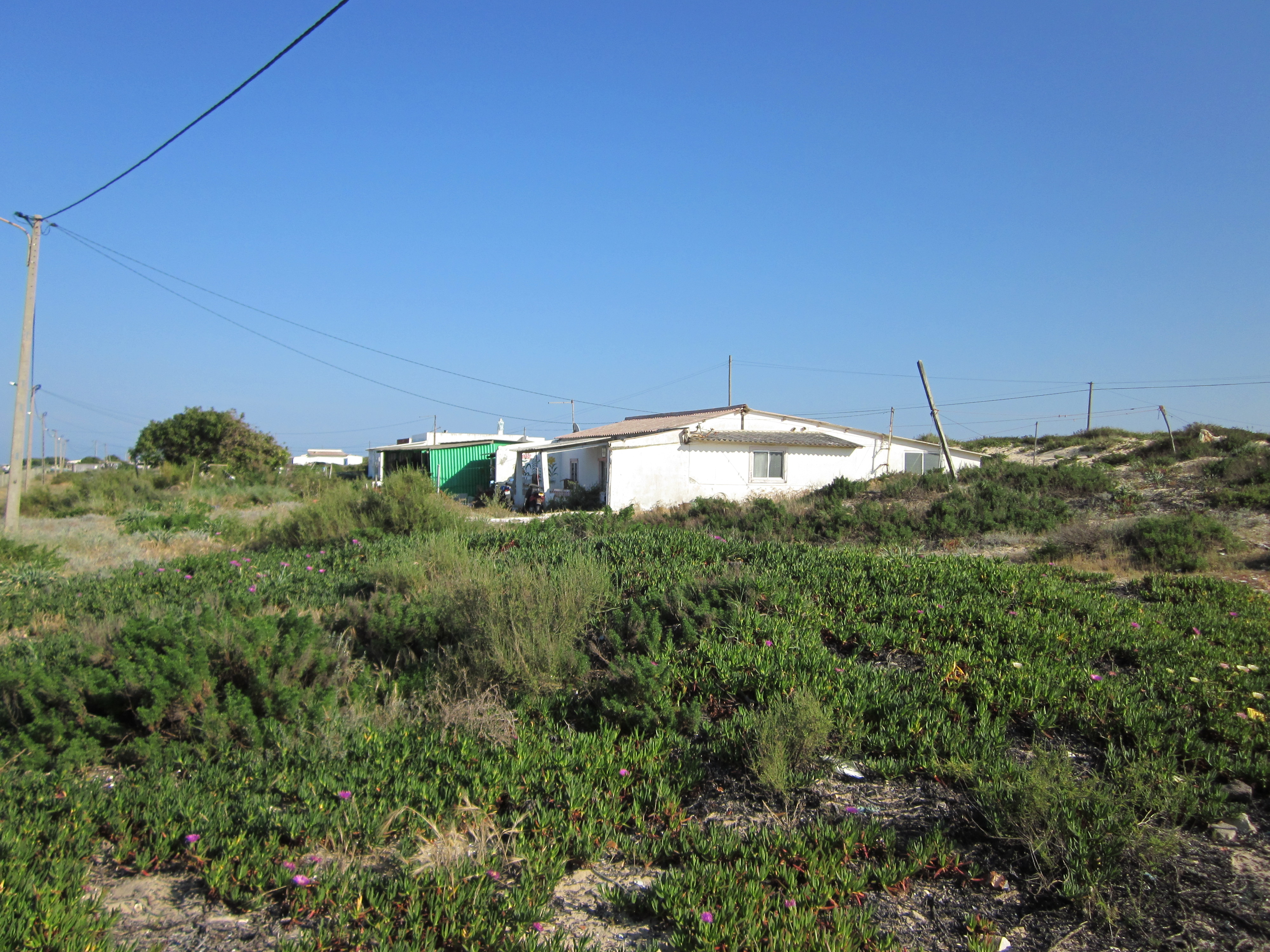
Maison sur l'île de Faro
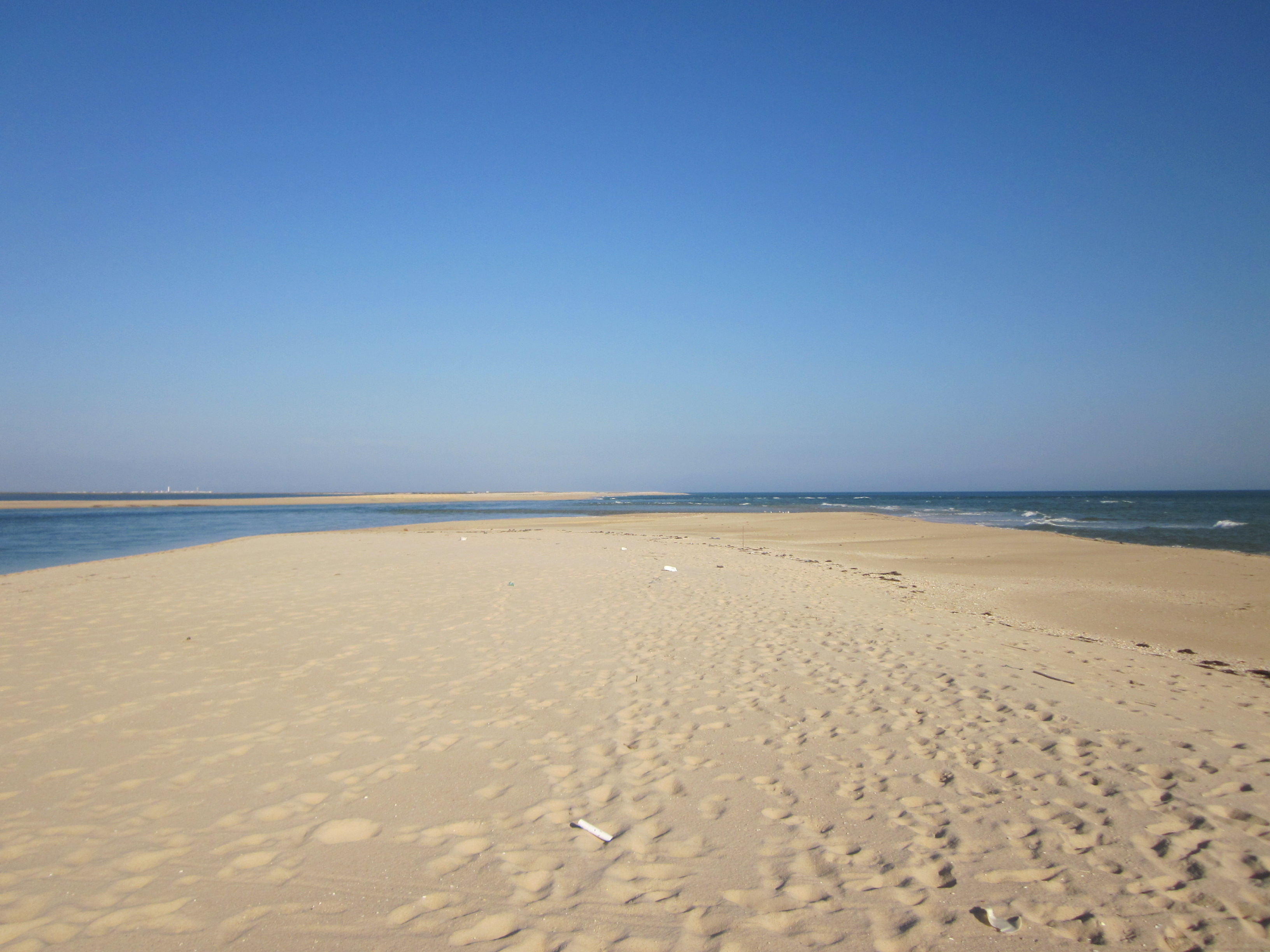
Pointe est de l'île de Faro
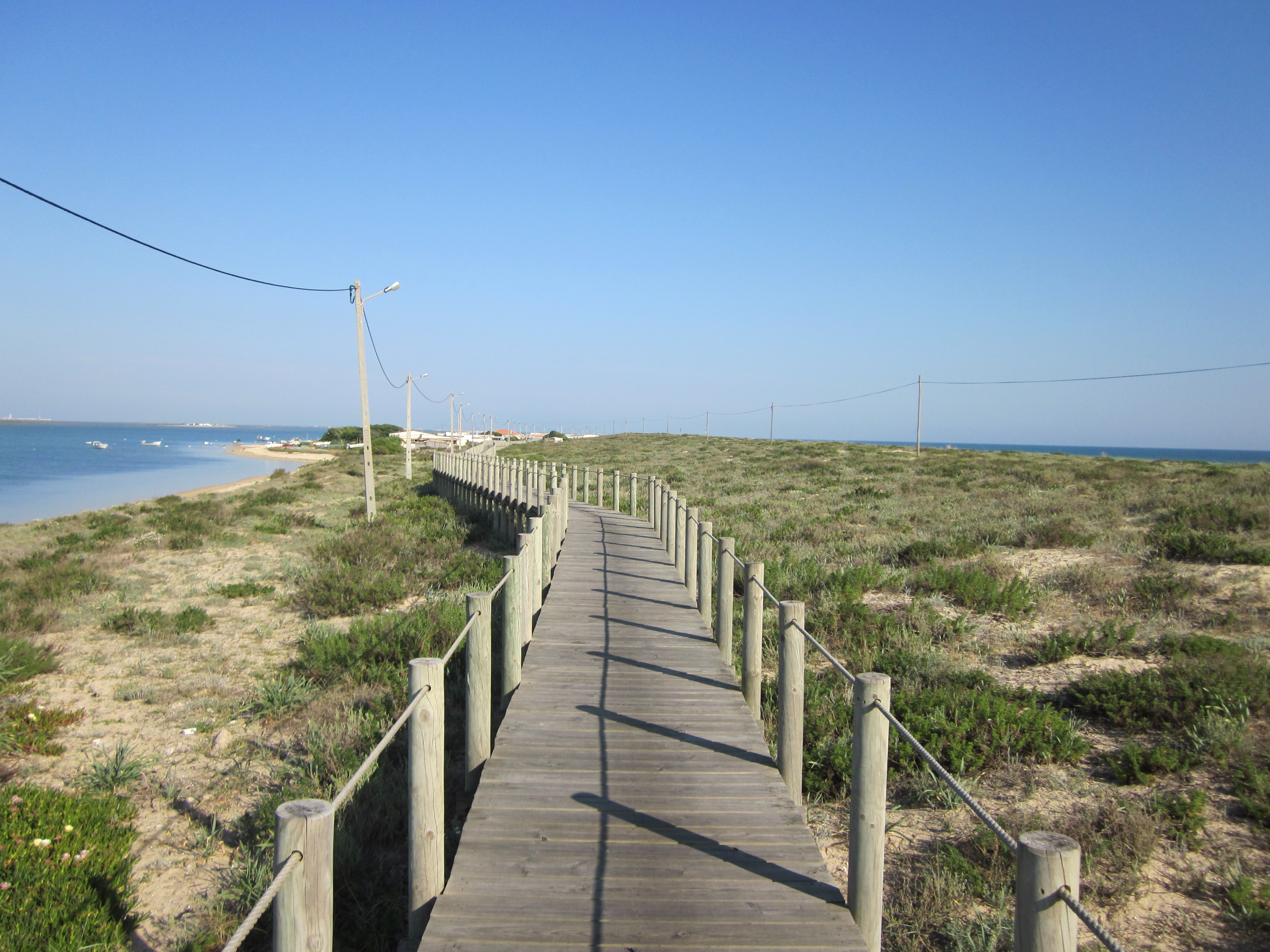
Passerelles pour chaises roulantes - île de Faro
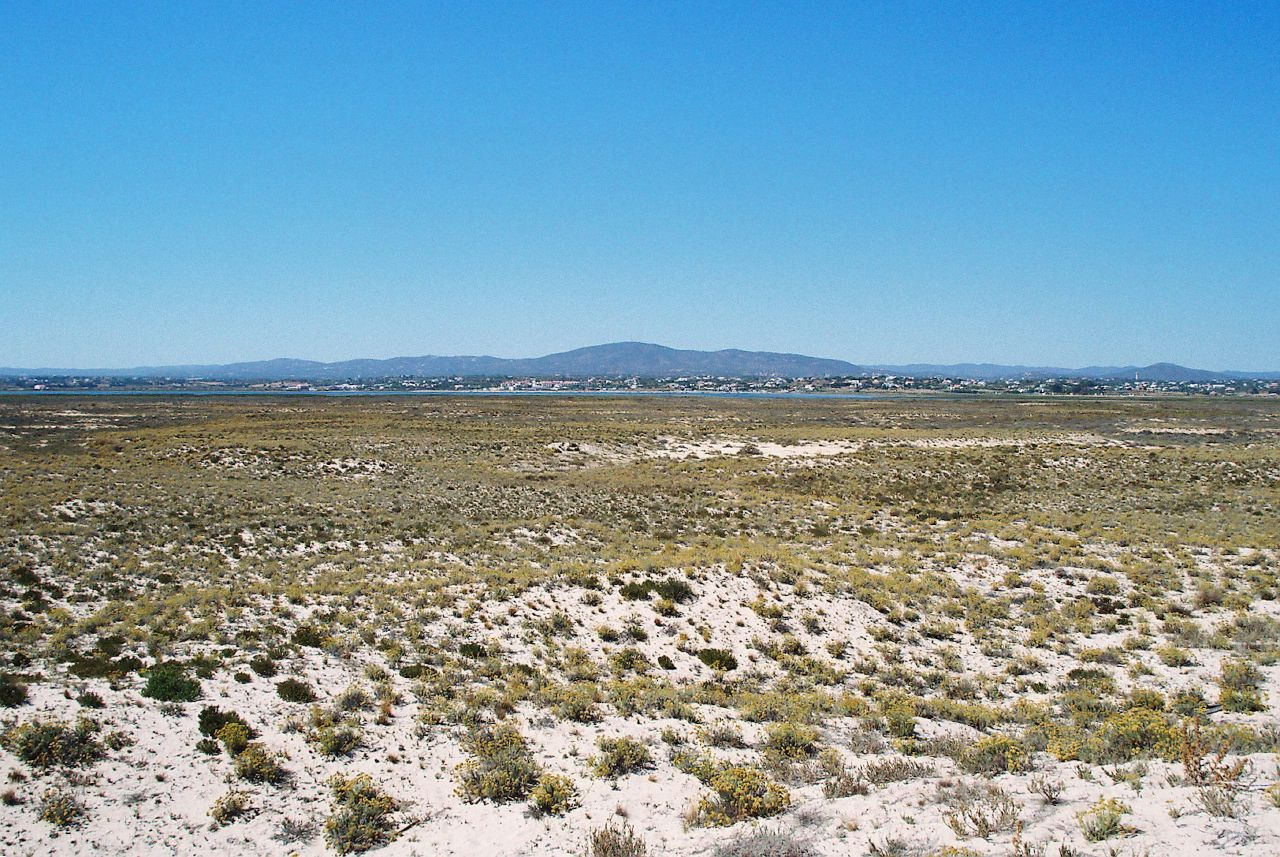
Île de Culatra
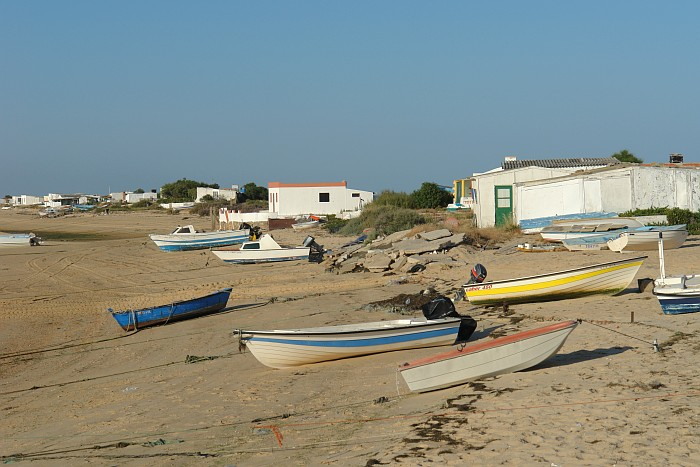
Plage de Culatra
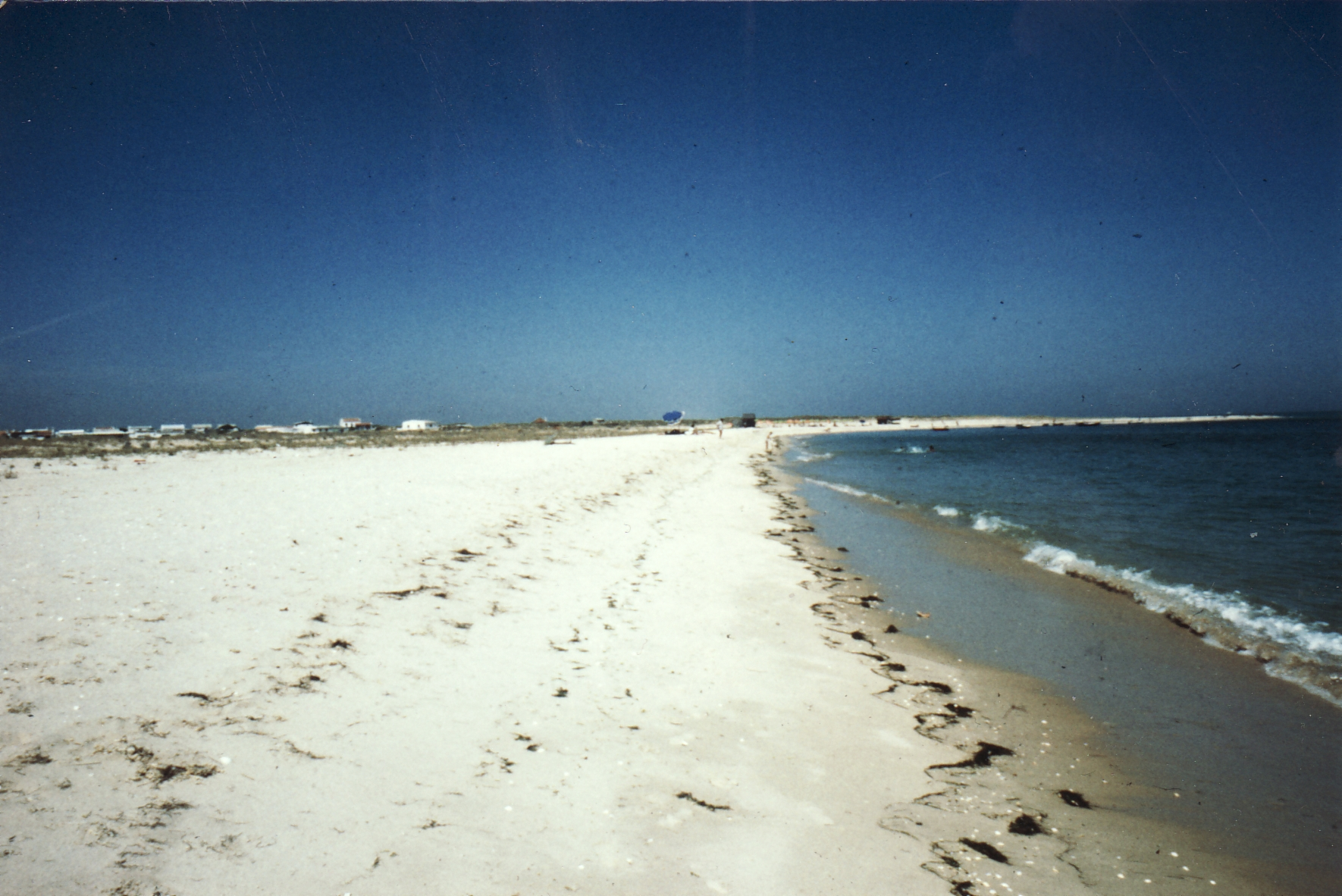
Plage d'Armona
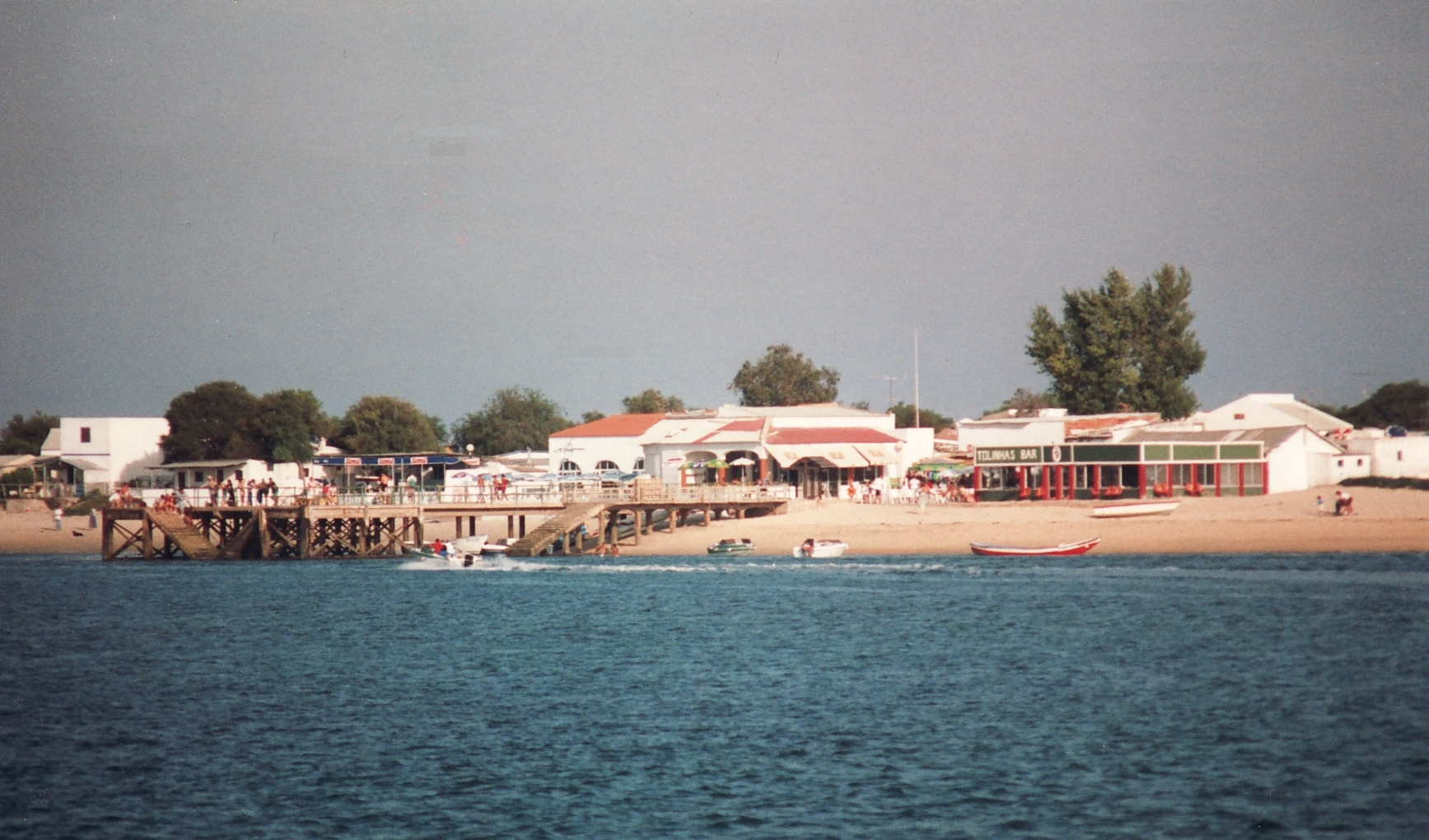
Pont d'accostage à Armona
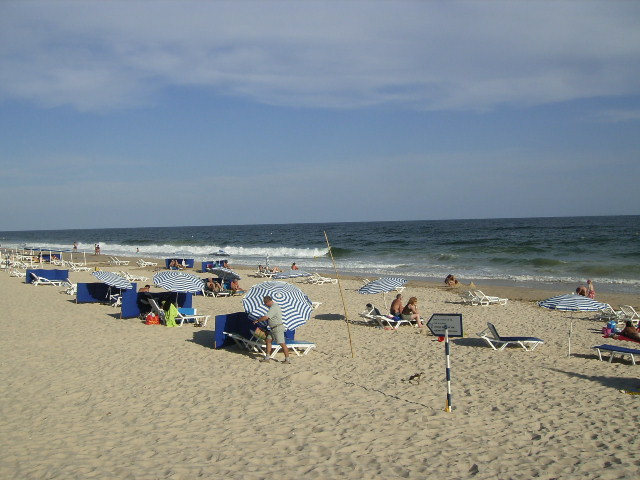
Plage de Barril près de Tavira
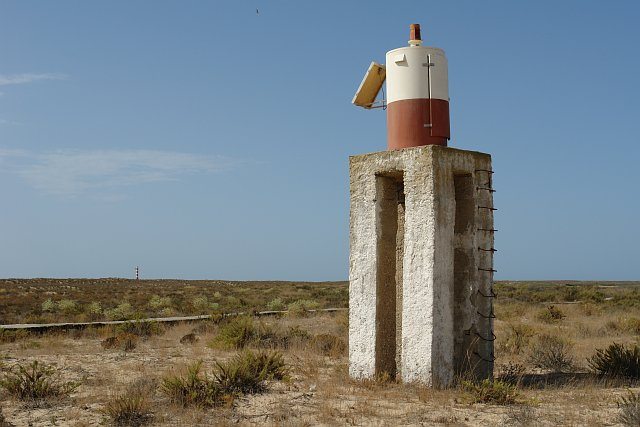
Île de Barreta
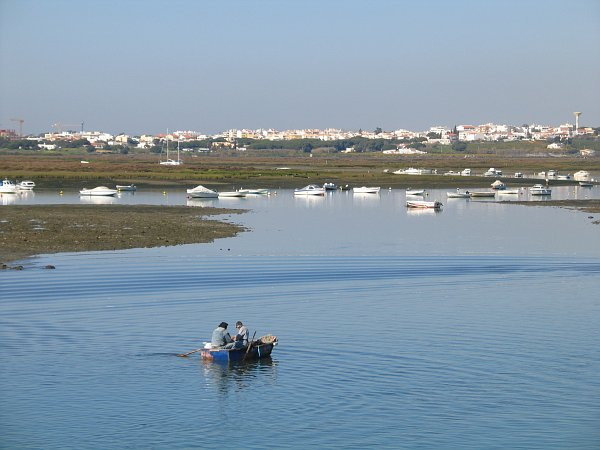
Ria Formosa
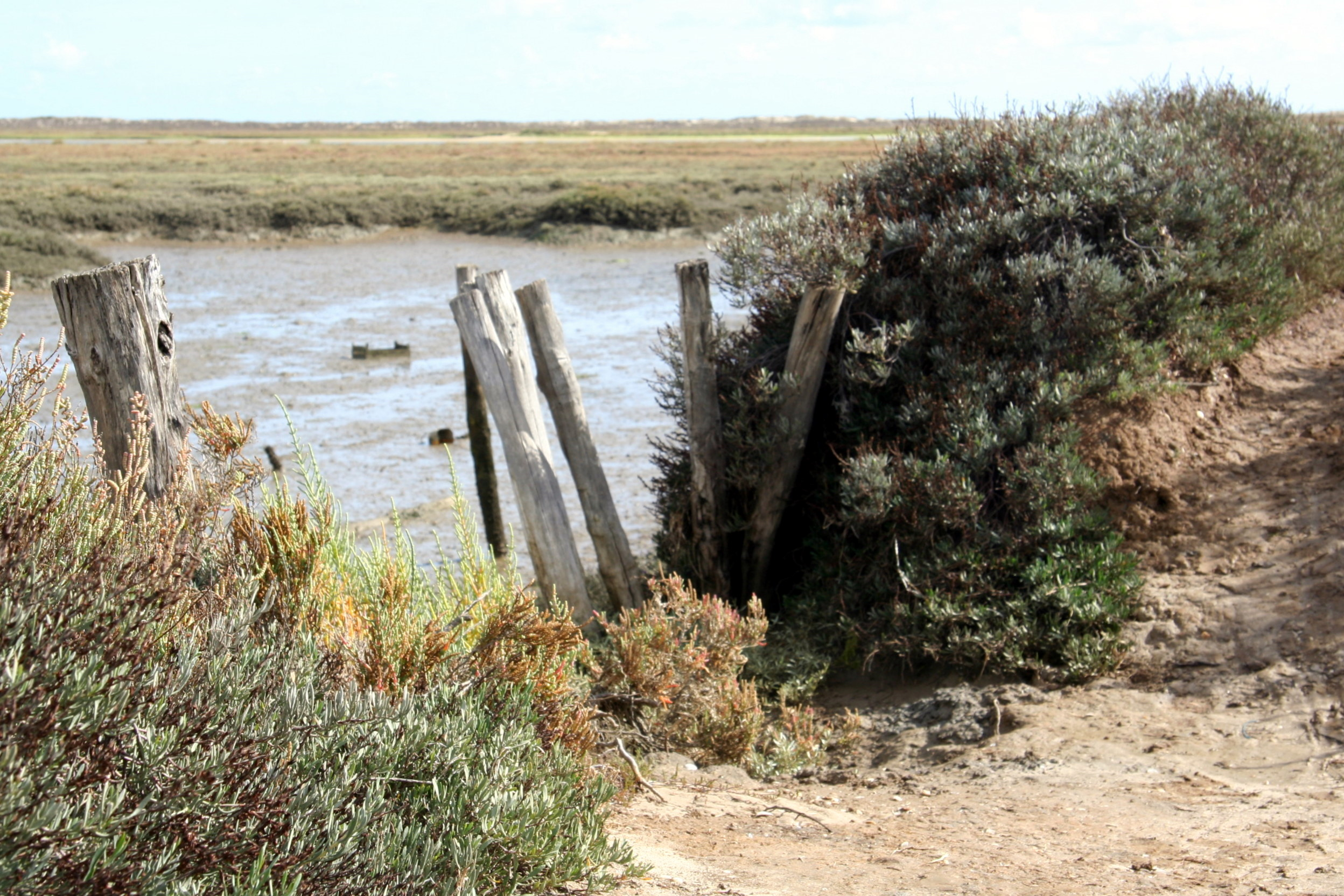
Dans Ria Formosa
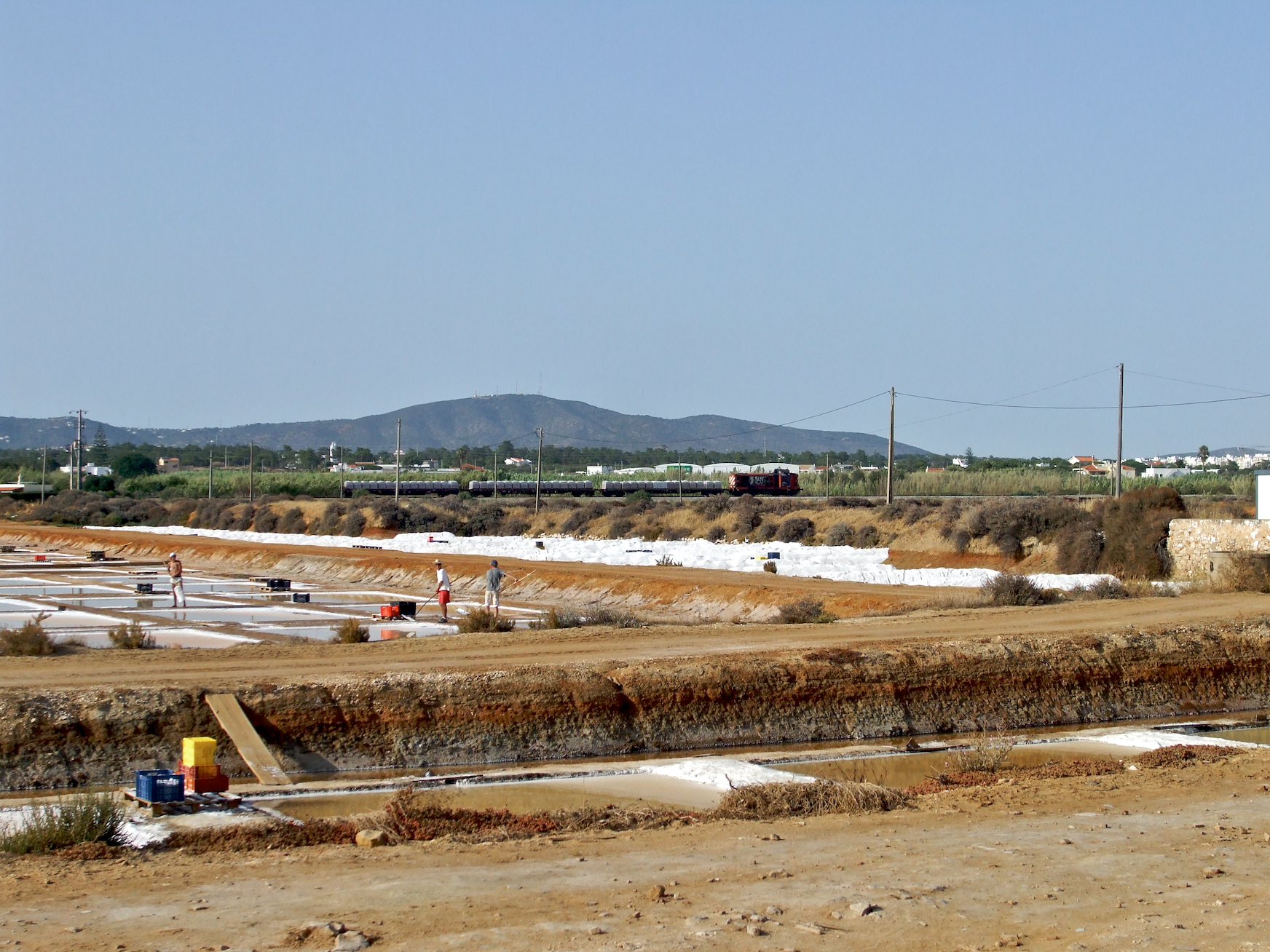
Marais salants vers Olhão
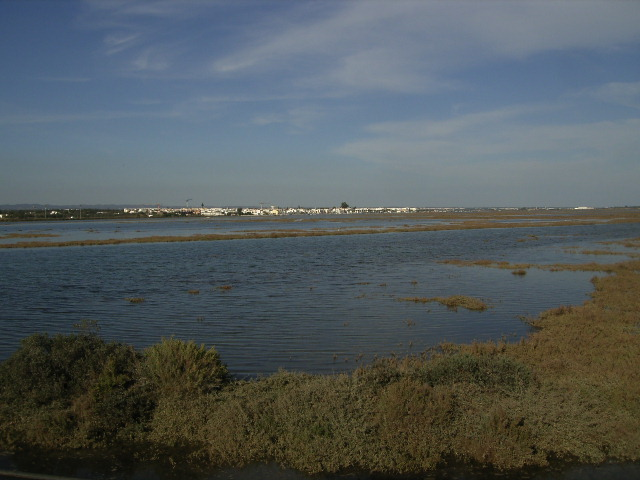
Santa Luzia vue de l'île de Tavira
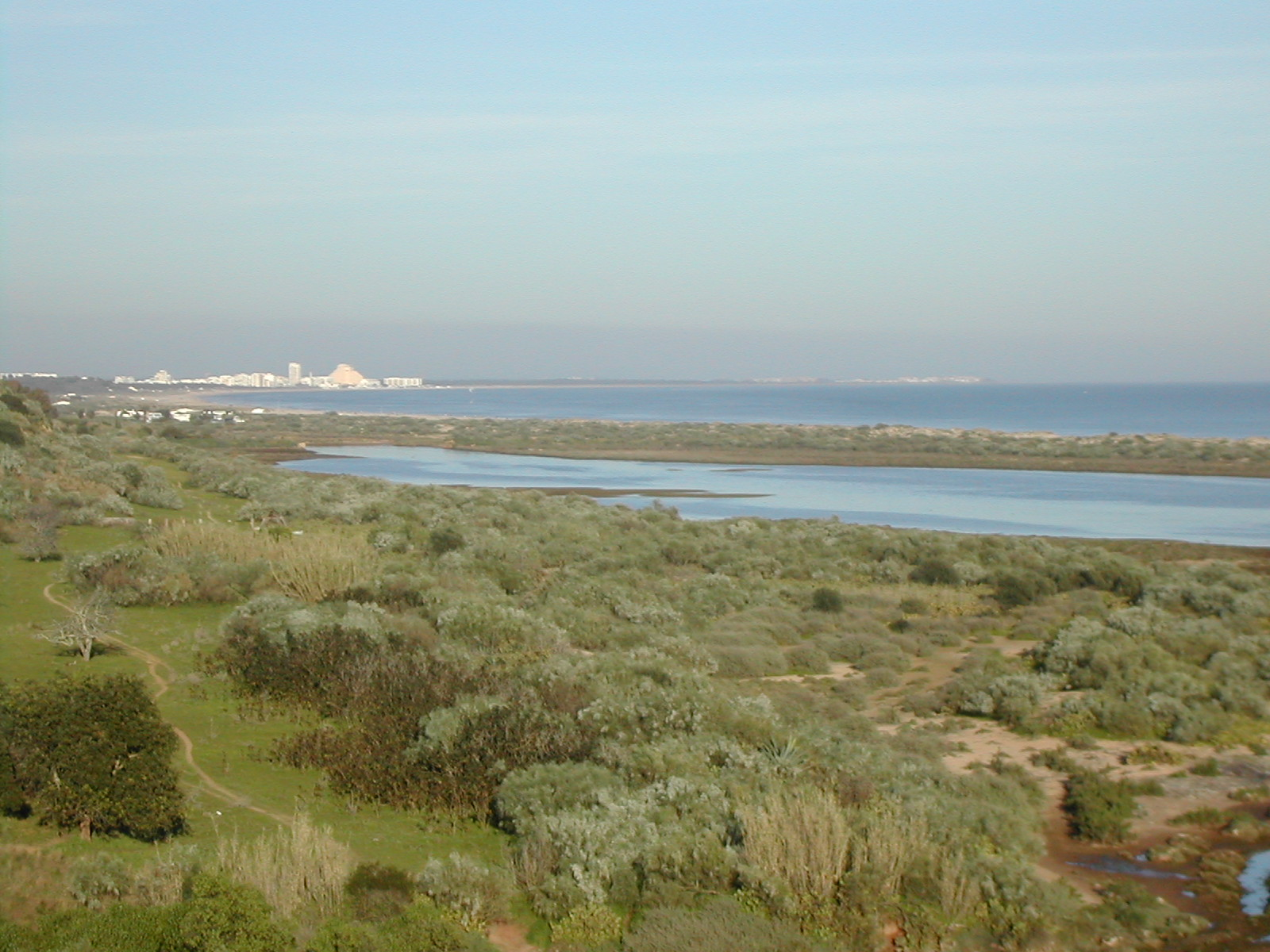
Pointe est de Ria Formosa avec Monte Gordo au fond et la pointe de Isla Canela (Espagne)
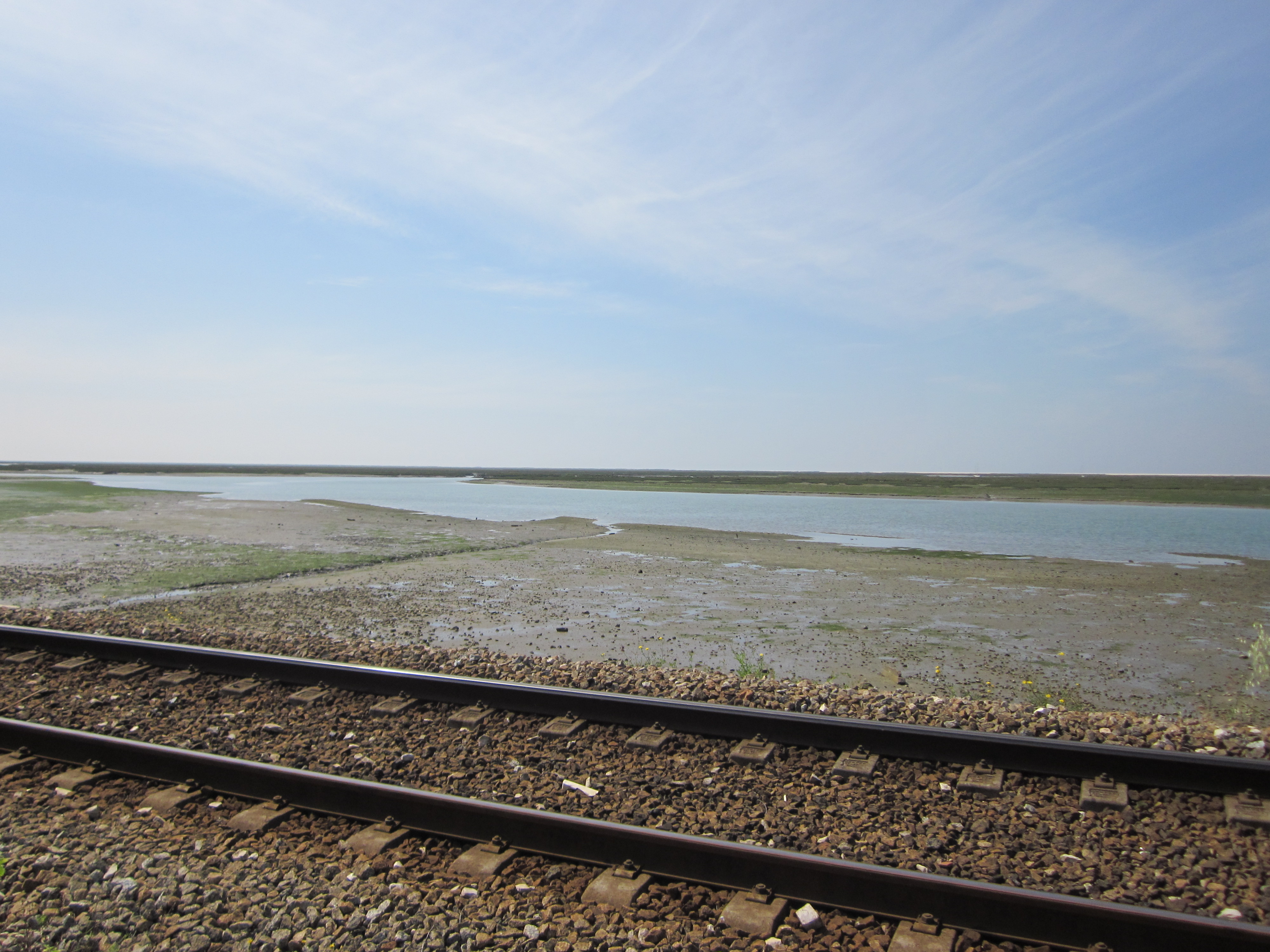
chemin de fer traversant le parc naturel